# Rio Gualaxo do Norte
Le rio Gualaxo do Norte est une rivière du Brésil dans l'État du Minas Gerais, et un affluent du rio do Carmo  donc un sous-affluent du fleuve le rio Doce.

## Géographie
De 67 km de longueur environ, le rio Gualaxo do Norte coule globalement de l'ouest vers l'est
Le rio Gualaxo do Norte naît dans la serra do Espinhaço, à environ 1 380 m d'altitude[réf. nécessaire], sur la municipalité d'Ouro Preto. Après la confluence du córrego Água Suja, il atteint la municipalité de Mariana. À partir de la confluence du córrego Barreto, il traverse la municipalité de Barra Longa, et conflue dans le rio do Carmo.

## Affluents
Le rio Gualaxo do Norte a deux affluents référencés :
- córrego Água Suja,
- córrego Barreto,

Donc son rang de Strahler est de deux.

## Aménagements
Les eaux du rio Gualaxo do Norte sont utilisés pour générer de l'électricité dans le barrage hydroélectrique de Bicas, situé dans la municipalité de Mariana, avec 1 560 kW de puissance installée.